# Braiswick
Braiswick – wieś w Anglii, w hrabstwie Essex, w dystrykcie Colchester. Leży 32 km na północny wschód od miasta Chelmsford i 81 km na północny wschód od Londynu.